# Ryszard Setnik
Ryszard Jacenty Setnik (ur. 20 stycznia 1948 w Lublinie) – polski polityk, nauczyciel akademicki, poseł na Sejm I i II kadencji.

## Życiorys
Ukończył w 1972 studia na Wydziale Humanistycznym Uniwersytetu Marii Curie-Skłodowskiej w Lublinie, następnie uzyskał stopień doktora nauk humanistycznych. Od 1975 pracował na UMCS (w Zakładzie Systemów Politycznych na Wydziale Politologii).
Od 1980 był działaczem „Solidarności”, pod koniec lat 80. kierował uniwersytecką komisją zakładową związku. W 1990 przystąpił do ROAD, stanął na czele zespołu samorządowego tej partii. Sprawował mandat posła I i II kadencji z ramienia Unii Demokratycznej. Następnie należał kolejno do Unii Wolności i Sojuszu Lewicy Demokratycznej, w 2004 przeszedł do Socjaldemokracji Polskiej. Od 1998 do 2006 zasiadał w radzie miejskiej Lublina.
W 1997 z ramienia KW Unia Lubelska ubiegał się o mandat senatora, a w 2001 z list SLD-UP kandydował bez powodzenia do Sejmu. W 2006 bezskutecznie ubiegał się o mandat radnego sejmiku lubelskiego z listy Lewicy i Demokratów.

## Odznaczenia
W 2008 odznaczony Krzyżem Oficerskim Orderu Odrodzenia Polski.